# Associazione Calcio Siena 1940-1941
Questa voce raccoglie le informazioni riguardanti l'Associazione Calcio Siena nelle competizioni ufficiali della stagione 1940-1941.

## Stagione
Nella stagione 1940-1941 il Siena disputò il quarto campionato di Serie B della sua storia, giungendo ottavo al termine.

## Divise
| 1ª divisa |

## Organigramma societario
Area direttiva
- Presidente: Arcangelo Magi

Area tecnica
- Allenatore: Alberto Macchi

## Rosa
| N. |                   | Ruolo | Calciatore           |
| -- | ----------------- | ----- | -------------------- |
|    | Italia (bandiera) | P     | Sergio Chellini      |
|    | Italia (bandiera) | P     | Natale Erbinovi      |
|    | Italia (bandiera) | D     | Emilio Angeletti     |
|    | Italia (bandiera) | D     | Adolfo Bellucci      |
|    | Italia (bandiera) | D     | Ubaldo Passalacqua   |
|    | Italia (bandiera) | C     | Corrado Biasotto     |
|    | Italia (bandiera) | C     | Angelo Bruno Cortini |
|    | Italia (bandiera) | C     | Antonio Dei          |
|    | Italia (bandiera) | C     | Alberto Macchi       |
|    | Italia (bandiera) | C     | Luigi Martelli       |

| N. |                   | Ruolo | Calciatore        |
| -- | ----------------- | ----- | ----------------- |
|    | Italia (bandiera) | C     | Cesare Pellegatta |
|    | Italia (bandiera) | A     | Lorenzo Alderotti |
|    | Italia (bandiera) | A     | Guido Boldi       |
|    | Italia (bandiera) | A     | Dionigio Borsari  |
|    | Italia (bandiera) | A     | Luigi Caliari     |
|    | Italia (bandiera) | A     | Aldo Dapas        |
|    | Italia (bandiera) | A     | Amelio Gambini    |
|    | Italia (bandiera) | A     | Mario Polack      |
|    | Italia (bandiera) | A     | Luciano Renoldi   |
|    | Italia (bandiera) | A     | Angelo Solbiati   |

## Risultati

### Serie B

#### Girone di andata
| Arbitro: | Cardinali (Milano) |

|           |           |               |
| Fibbi 22’ | Marcatori | 64’ Alderotti |

| Arbitro: | Scotto (Savona) |

|                               |           |  |
| Solbiati 2’ Polack 23’ (rig.) | Marcatori |  |

| Arbitro: | Gamba (Pozzuoli) |

|                     |           |  |
| Pini 16’ Moalli 70’ | Marcatori |  |

| Arbitro: | Dellarole (Vercelli) |

|                          |           |           |
| Gambini 28’ Biasotto 90’ | Marcatori | 74’ Coppa |

| Arbitro: | Garotta (Milano) |

|             |           |          |
| Spivach 89’ | Marcatori | 7’ Dapas |

| Siena 10 novembre 1940 | Siena                       | 0 – 0 | Reggiana | Stadio Rino Daus\| Arbitro: \| Ciamberlini (Sampierdarena) \| |
| Arbitro:               | Ciamberlini (Sampierdarena) |       |          |                                                               |

| Arbitro: | Camiolo (Roma) |

|            |           |  |
| Fiorini 8’ | Marcatori |  |

| Arbitro: | Mazza (Torre del Greco) |

|                         |           |                     |
| Alderotti 32’ Dapas 41’ | Marcatori | 27’ (aut.) Chellini |

| Arbitro: | Silvano (Torino) |

|                                       |           |             |
| Cassani 24’ Biraghi 29’ Formentin 30’ | Marcatori | 51’ Cortini |

| Arbitro: | Dellarole (Vercelli) |

|                                   |           |              |
| Renoldi 12’ Cortini 35’ Dapas 51’ | Marcatori | 65’ Colaneri |

| Arbitro: | Garotta (Milano) |

|                       |           |  |
| Bolla 68’ Martini 89’ | Marcatori |  |

| Arbitro: | D'Agostino (Porto San Giorgio) |

|                 |           |            |
| Cortini 5’, 20’ | Marcatori | 10’ Barbon |

| Arbitro: | Tonnetti (Roma) |

|                       |           |              |
| Boldi 38’ Cortini 85’ | Marcatori | 53’ Costanzo |

| Arbitro: | Viarengo (Asti) |

|                       |           |             |
| Zanetti 1’ Grolli 33’ | Marcatori | 34’ Cortini |

| Arbitro: | Biancone (Roma) |

|           |           |           |
| Boldi 68’ | Marcatori | 79’ Banfi |

| Arbitro: | Bernardi (Bologna) |

|  |           |                         |
|  | Marcatori | 20’ Cortini 82’ Gambini |

| Arbitro: | Donati (Milano) |

|             |           |  |
| Gambini 42’ | Marcatori |  |

#### Girone di ritorno
| Arbitro: | Fois (Roma) |

|                                  |           |  |
| Polack 44’, 57’, 70’ Cortini 65’ | Marcatori |  |

| Arbitro: | Limido (Milano) |

|  |           |                           |
|  | Marcatori | 25’ Pellegatta 89’ Polack |

| Siena 23 febbraio 1941 | Siena             | 0 – 0 | Pisa | Stadio Rino Daus\| Arbitro: \| Coletti (Treviso) \| |
| Arbitro:               | Coletti (Treviso) |       |      |                                                     |

| Arbitro: | Bellè (Venezia) |

|          |           |  |
| Capra 9’ | Marcatori |  |

| Arbitro: | Mantovani (Ferrara) |

|                          |           |             |
| Boldi 18’, 29’, 55’, 68’ | Marcatori | 88’ Spivach |

| Arbitro: | Moretti (Genova) |

|                                                         |           |                  |
| Passalacqua 14’ (aut.) Bianchi II 49’ Romanini 61’, 78’ | Marcatori | 85’ (rig.) Dapas |

| Arbitro: | Dellarole (Vercelli) |

|                                 |           |                  |
| Cortini 25’ Dapas 66’, 74’, 82’ | Marcatori | 72’, 90’ Fiorini |

| Arbitro: | Bernardi (Bologna) |

|         |           |  |
| Gei 63’ | Marcatori |  |

| Arbitro: | Tonnetti (Roma) |

|  |           |                                 |
|  | Marcatori | 20’ (aut.) Biasotto 79’ Biraghi |

| Arbitro: | Rosso (Casale Monferrato) |

|              |           |  |
| Colaneri 27’ | Marcatori |  |

| Arbitro: | Camiolo (Roma) |

|           |           |  |
| Dapas 21’ | Marcatori |  |

| Arbitro: | Andreoni (Milano) |

|           |           |          |
| Suppi 19’ | Marcatori | 6’ Boldi |

| Arbitro: | Scotto (Savona) |

|            |           |               |
| Persia 85’ | Marcatori | 40’ Alderotti |

| Arbitro: | Panciatici (La Spezia) |

|                             |           |                              |
| Polack 12’ Dapas 71’ (rig.) | Marcatori | 28’, 63’ Zanetti 40’ Facchin |

| Siena 25 maggio 1941 | Siena           | 0 – 0 | Macerata | Stadio Rino Daus\| Arbitro: \| Siino (Palermo) \| |
| Arbitro:             | Siino (Palermo) |       |          |                                                   |

| Arbitro: | Barion (Venezia) |

|                                               |           |  |
| Passalacqua 16’ (aut.) Celoria 21’ Meroni 75’ | Marcatori |  |

| Arbitro: | Coletti (Treviso) |

|                     |           |           |
| Banfi 22’, 44’, 54’ | Marcatori | 23’ Boldi |

### Coppa Italia

#### Terzo turno eliminatorio
| Arbitro: | Biancone (Roma) |

|                  |           |                       |
| Milli 48’ (rig.) | Marcatori | 27’ Cortini 79’ Dapas |

#### Sedicesimi di finale
| Arbitro: | Fois (Roma) |

|            |           |             |
| Polack 83’ | Marcatori | 80’ Ferrari |

| Siena 15 maggio 1941 | Siena            | 0 – 0 (d.t.s.) | Bologna | Stadio Rino Daus\| Arbitro: \| Moretti (Genova) \| |
| Arbitro:             | Moretti (Genova) |                |         |                                                    |

| Arbitro: | Dellarole (Vercelli) |

|                                                              |           |                           |
| Biavati 8’, 39’ Reguzzoni 54’ (rig.) Puricelli 67’, 71’, 73’ | Marcatori | 50’, 59’ Polack 88’ Boldi |

## Statistiche

### Statistiche di squadra
| Competizione | Punti | In casa | In casa | In casa | In casa | In casa | In casa | In trasferta | In trasferta | In trasferta | In trasferta | In trasferta | In trasferta | Totale | Totale | Totale | Totale | Totale | Totale | DR |
| Competizione | Punti | G       | V       | N       | P       | Gf      | Gs      | G            | V            | N            | P            | Gf           | Gs           | G      | V      | N      | P      | Gf     | Gs     | DR |
| ------------ | ----- | ------- | ------- | ------- | ------- | ------- | ------- | ------------ | ------------ | ------------ | ------------ | ------------ | ------------ | ------ | ------ | ------ | ------ | ------ | ------ | -- |
| Serie B      | 34    | 17      | 11      | 4       | 2       | 30      | 14      | 17           | 2            | 4            | 11           | 12           | 27           | 34     | 13     | 8      | 13     | 42     | 41     | +1 |
| Coppa Italia |       | 1       | 0       | 1       | 0       | 0       | 0       | 2            | 1            | 0            | 1            | 5            | 7            | 3      | 1      | 1      | 1      | 5      | 7      | -2 |
| Totale       | -     | 18      | 11      | 5       | 2       | 30      | 14      | 19           | 3            | 4            | 12           | 17           | 34           | 37     | 14     | 9      | 14     | 47     | 48     | -1 |

### Statistiche dei giocatori[1]
| Giocatore      | Serie B  | Serie B | Coppa Italia | Coppa Italia | Totale   | Totale |
| Giocatore      | Presenze | Reti    | Presenze     | Reti         | Presenze | Reti   |
| -------------- | -------- | ------- | ------------ | ------------ | -------- | ------ |
| L. Alderotti   | 8        | 3       | 1            | 0            | 9        | 3      |
| E. Angeletti   | 27       | 0       | 3            | 0            | 30       | 0      |
| A. Bellucci    | 13       | 0       | 1            | 0            | 14       | 0      |
| C. Biasotto    | 31       | 1       | 3            | 0            | 34       | 1      |
| G. Boldi       | 21       | 9       | 1            | 1            | 22       | 10     |
| D. Borsari     | 1        | 0       | -            | -            | 1        | 0      |
| L. Caliari     | 10       | 0       | 1            | 0            | 11       | 0      |
| S. Chellini    | 18       | -23     | 3            | -7           | 21       | -30    |
| A.B. Cortini   | 19       | 8       | 1            | 1            | 20       | 9      |
| A. Dapas       | 26       | 9       | 1            | 1            | 27       | 10     |
| A. Dei         | 17       | 0       | 2            | 0            | 19       | 0      |
| N. Erbinovi    | 16       | -18     | -            | -            | 16       | -18    |
| A. Gambini     | 28       | 3       | 2            | 0            | 30       | 3      |
| A. Macchi      | 1        | 0       | -            | -            | 1        | 0      |
| L. Martelli    | 31       | 0       | 3            | 0            | 34       | 0      |
| U. Passalacqua | 33       | 0       | 3            | 0            | 36       | 0      |
| C. Pellegatta  | 30       | 1       | 3            | 0            | 33       | 1      |
| M. Polack      | 25       | 6       | 3            | 2            | 28       | 8      |
| L. Renoldi     | 9        | 1       | -            | -            | 9        | 1      |
| A. Solbiati    | 10       | 1       | -            | -            | 10       | 1      |